# Wendlandia dasythyrsa
Wendlandia dasythyrsa är en måreväxtart som beskrevs av Friedrich Anton Wilhelm Miquel. Wendlandia dasythyrsa ingår i släktet Wendlandia och familjen måreväxter. Inga underarter finns listade i Catalogue of Life.